# 第23回ゴールデンラズベリー賞
第23回ゴールデンラズベリー賞は、第75回アカデミー賞授賞式前日の2003年3月22日にサンタモニカのシェラトン・ホテルで発表・授賞式が行われた。

## 受賞とノミネートの一覧
受賞は太字、それ以外はノミネートである。

### 最低作品賞
- プルート・ナッシュ
- ノット・ア・ガール
- ピノッキオ
- スター・ウォーズ エピソード2/クローンの攻撃
- スウェプト・アウェイ

### 最低男優賞
- ロベルト・ベニーニ（ゴジラ風の吹替をしたブレッキン・メイヤー） - ピノッキオ
- アドリアーノ・ジャンニーニ - スウェプト・アウェイ
- エディ・マーフィ - プルート・ナッシュ、アイ・スパイ、ショウタイム
- スティーヴン・セガール - 奪還 DAKKAN -アルカトラズ-
- アダム・サンドラー - Eight Crazy Nights、Mr.ディーズ

### 最低女優賞
- アンジェリーナ・ジョリー - ブロンド・ライフ
- ジェニファー・ロペス - イナフ、メイド・イン・マンハッタン
- マドンナ - スウェプト・アウェイ（分け）
- ウィノナ・ライダー - Mr.ディーズ
- ブリトニー・スピアーズ - ノット・ア・ガール（分け）

### 最低助演男優賞
- ヘイデン・クリステンセン - スター・ウォーズ エピソード2/クローンの攻撃
- トム・グリーン - キャンパス・クレージー
- フレディ・プリンゼ・ジュニア - スクービー・ドゥー
- クリストファー・ウォーケン - カントリー・ベアーズ
- ロビン・ウィリアムズ - デス・トゥ・スムーチー

### 最低助演女優賞
- ララ・フリン・ボイル - メン・イン・ブラック2
- ボー・デレク - 変身パワーズ
- マドンナ - 007 ダイ・アナザー・デイ
- ナタリー・ポートマン - スター・ウォーズ エピソード2/クローンの攻撃
- レベッカ・ローミン - ローラーボール

### 最低スクリーンカップル賞
- アドリアーノ・ジャンニーニ & マドンナ - スウェプト・アウェイ
- ロベルト・ベニーニ & ニコレッタ・ブラスキ - ピノッキオ
- ヘイデン・クリステンセン & ナタリー・ポートマン - スター・ウォーズ エピソード2/クローンの攻撃
- エディ・マーフィ & ロバート・デ・ニーロ - ショウタイム、オーウェン・ウィルソン - アイ・スパイ、もしくは自分のクローン - プルート・ナッシュ
- ブリトニー・スピアーズ & あとは別に誰でも（アンソン・マウント） - ノット・ア・ガール

### 最低監督賞
- ロベルト・ベニーニ - ピノッキオ
- タムラ・デイヴィス - ノット・ア・ガール
- ラリー・クラーク - 獣人繁殖
- ガイ・リッチー - スウェプト・アウェイ
- ロン・アンダーウッド - プルート・ナッシュ

### 最低脚本賞
- プルート・ナッシュ - ニール・カスバート
- ノット・ア・ガール - ションダ・ライムズ
- ピノッキオ - ヴィンチェンツォ・チェラミ、ロベルト・ベニーニ
- スター・ウォーズ エピソード2/クローンの攻撃 - ジョージ・ルーカス、ジョナサン・ホールズ
- スウェプト・アウェイ - ガイ・リッチー

### 最低リメイク及び続編賞
- アイ・スパイ
- Mr.ディーズ
- ピノッキオ
- スター・ウォーズ エピソード2/クローンの攻撃
- スウェプト・アウェイ

### 最低主題歌賞
- "Die Another Day" - 007 ダイ・アナザー・デイ
- "I'm Not a Girl, Not Yet a Woman" - ノット・ア・ガール
- "Overprotected" - ノット・ア・ガール

### 最優秀(!)頭からっぽティーン向け作品賞
- Eight Crazy Nights
- ノット・ア・ガール
- ジャッカス・ザ・ムービー
- スクービー・ドゥー
- トリプルX